# Мангри Панамської затоки
Мангри Панамської затоки (ідентифікатор WWF: NT1414) — неотропічний екорегіон мангрових лісів, розташований в Панамі.

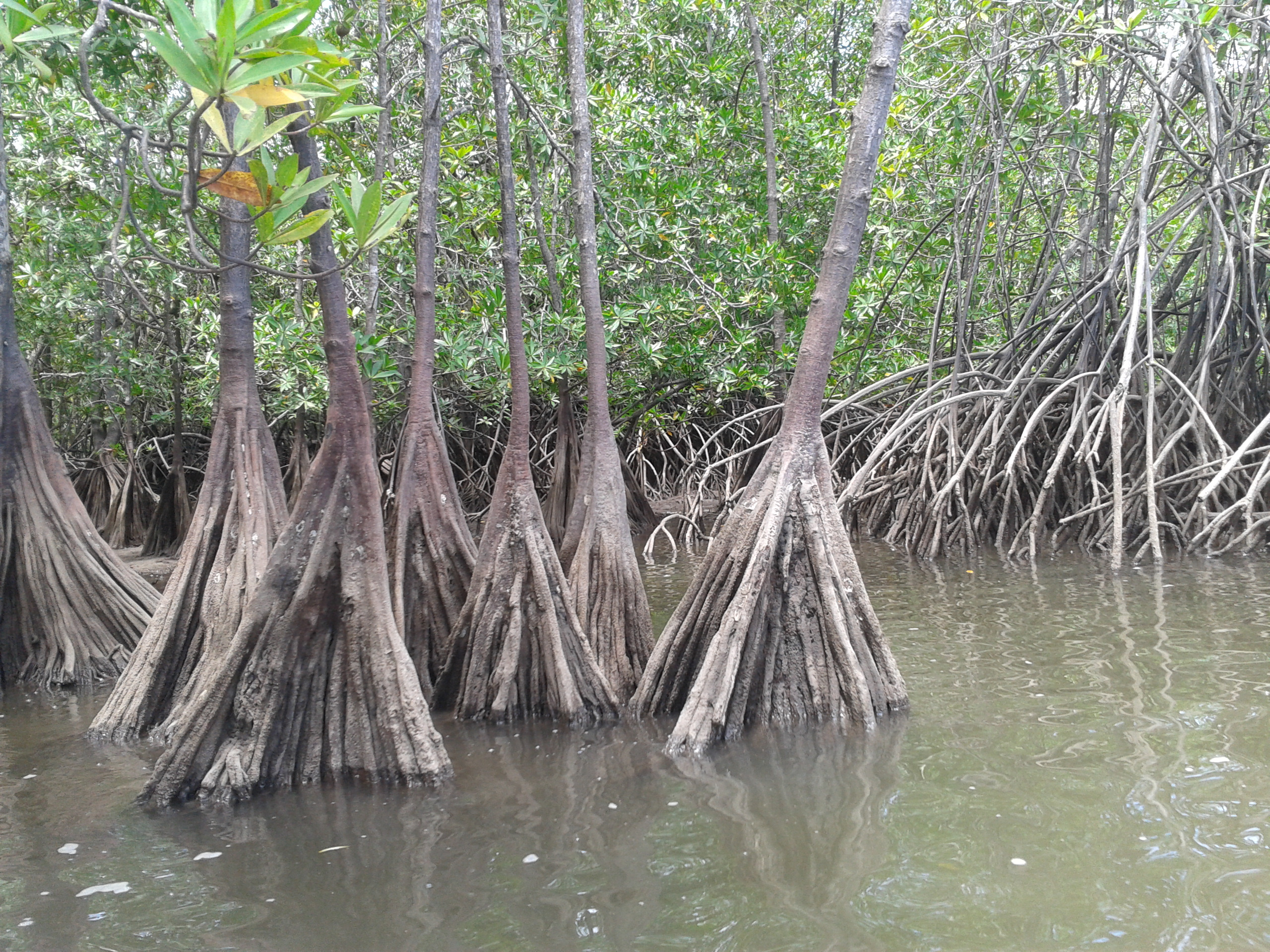
Чайні мангри (Pelliciera rhizophorae)

## Географія
Екорегіон мангрів Панамської затоки охоплює ділянки мангрових лісів, поширені навколо узбережжя великої Панамської затоки Тихого океану на півдні Центральної Панами. Ці ділянки простягаються від затоки Паріта на заході уздовж узбережжя затоки Чаме та затоки Панама до затоки Сан-Мігель на сході. Їх загальна площа становить приблизно 2300 км². Мангри простягаються лише на кілька кілометрів вглиб від морського узбережжя. На заході та крайньому південному сході вони переходять у панамські сухі ліси, а на півночі та сході — у панамські атлантичні вологі ліси.
Мангрові ліси екорегіону зустрічаються переважно на узбережжях заток і лагун, у гирлах річок, що стікають зі стрімких схилів панамських гір. Ці річки переносять багато мулу, піску та іншого осаду до мангрових екосистем у гирлах, а також постачають велику кількість поживних речовин. Внаслідок високого осадонакопичення у прибережних районах Панамської затоки зустрічається небагато коралових рифів, хоча корали поширені на мілководді навколо островів Панамської затоки. Висота припливів в екорегіоні коливається від 2 до 6 м. Поблизу Панама-Сіті припливи трапляються двічі на день, а їх висота становить від 2,2 до 4,97 м, в середньому 3,76 м.

## Клімат
В межах екорегіону переважає саванний клімат (Aw за класифікацією кліматів Кеппена). Середньорічна кількість опадів коливається від 1070 мм на заході до 3000 мм на сході. З травня по жовтень в регіоні триває сезон дощів, а з січня по квітень — сухий сезон. Під час сезону дощів мангри екорегіону затоплюються на тривалий час, однак протягом більшої частини року вони відчувають дефіцит води. Регулярні коливання Ель-Ніньйо призводять до значного зменшення кількості опадів, обмежуючи стік прісної води та порушуючи цикли розмноження мангрів.

## Флора
Внаслідок значного коливання кількості опадів в екорегіоні різноманіття мангрових екосистем тут є значним. На східному узбережжі Панамської затоки, де випадає більше опадів, ніж на заході, а приток прісної води є найбільшим, мангрові ліси найбільш розвинені. У манграх на заході екорегіону спостерігаються дві зони: зовнішня зона, яка безпосередньо піддається впливу прісної річкової води, та внутрішня зона, яка здебільшого ізольована від естуаріїв, однак періодично затоплюється під час вологих сезонів. Суха внутрішня зона отримує надходження прісної води протягом сухого сезону завдяки стоку з невеликих водно-болотних угідь, які можуть функціонувати як резерви прісної води. У дощових районах на сході Панамської затоки мангри не утворюють дві зони, а безпосередньо переходять у прісноводні водно-болотні угіддя та у заболочені ліси.
У манграх регіону зустрічаються різні види мангрових дерев, поширення яких визначається солоністю води та ступенем затоплення території. В солонуватих районах домінують червоні мангри (Rhizophora mangle) та жовті мангри (Rhizophora harrisonii), які виростають до 40 м заввишки, а у більш прісних районах — чорні мангри (Avicennia germinans), двоцвіті мангри (Avicennia bicolor) та білі мангри (Laguncularia racemosa), а також панамські мори (Mora megistosperma) та моко-моко (Montrichardia arborescens). Майже ендемічними представниками екорегіону є чайні мангри (Pelliciera rhizophorae), які зустрічаються лише у мангрових екосистемах на південному заході Центральної Америки та на північному заході Південної Америки.
Одна з небагатьох ділянок мангрових лісів поблизу Панама-Сіті розташована в районі Пунта-Мали в Панамській бухті. Дослідження 2005 року показало, що мангрові насадження тут майже повністю складаються з білих мангрових дерев (Laguncularia racemosa). Внаслідок будівництва дороги та водоочисних споруд у 1997–2002 роках деяка частина мангрів у цій місцевості була знищена, однак після завершення будівництва мангри почали знову заселяти оголену припливну зону, демонструючи свою стійкість.
Супутникова зйомка показала, що на Перлинних островах, розташованих у Панамській затоці, протягом 1948–1976 років було знищено 965 га мангрових лісів, а протягом 1986–2000 років — 248 га. На островах Ісла-дель-Рей та Ісла-Сан-Хосе, двох найбільших островах архіпелагу, понад 77 % втрат були спричинені лісозаготівлею та розвитком сільського господарства. Тим не менш, дослідження двох вирублених ділянок, проведене у травні 2006 року, показало, що мангри, здається, відновлюються. У одній з цих ділянок домінували білі мангри (Laguncularia racemosa), а у другій — чайні мангри (Pelliciera rhizophorae).

## Фауна
Мангри Панамської затоки є важливим середовищем проживання для багатьох видів водоплавних та коловодних птахів, а також багатьох інших тварин, які шукають тут їжу та притулок. Також вони є важливими місцями нересту та розплідником для мальків різноманітних риб, креветок, крабів та молюсків, які живуть в прибережних районах.
Серед поширених в екорегіоні птахів слід відзначити бурого пелікана (Pelecanus occidentalis), рожевого косаря (Platalea ajaja), білого ібіса (Eudocimus albus), золотистого пісняра-лісовика (Setophaga petechia), рудобрового віреона (Cyclarhis gujanensis), мангрову білозорку (Tachycineta albilinea), мангрового канюка-крабоїда (Buteogallus anthracinus subtilis), мангрову чаплю (Butorides striata), широкодзьобого квака (Cochlearius cochlearius), бразильського баклана (Phalacrocorax brasilianus), сірошийого пастушка (Aramides cajaneus), гвіанського пастушка (Aramides axillaris), амазонійського рибалочку (Chloroceryle amazona), зеленого рибалочку (Chloroceryle americana) та майже ендемічного мангрового колібрі-шаблекрила (Phaeochroa cuvierii).
В мангрових заростях екорегіону зустрічається багато різноманітних ссавців, зокрема білохвості олені (Odocoileus virginianus), які живляться листям двоцвітих мангрових дерев (Avicennia bicolor) та білих мангрових дерев (Laguncularia racemosa), а також колумбійські ревуни (Alouatta palliata), панамські капуцини (Cebus imitator), неотропічні видри (Lontra longicaudis), звичайні ракуни (Procyon lotor), ракуни-крабоїди (Procyon cancrivorus), північні тамандуа (Tamandua mexicana) та карликові мурахоїди (Cyclopes didactylus). Серед поширених в екорегіоні плазунів слід відзначити гострорилого крокодила (Crocodylus acutus), крокодилового каймана (Caiman crocodilus), чорну шипохвосту ігуану (Ctenosaura similis), звичайну ігуану (Iguana iguana) та імператорського удава (Boa imperator).

## Збереження
Багато людей, що живуть на узбережжі Панамської затоки, залежать від мангрів як від джерела їжі, деревини та палива, а також від торгівлі креветками та анчоусами, яких вони ловлять у мангрових водно-болотних угіддях. Серед промислово важливих видів риб, поширених в екорегіоні, слід відзначити хвостатого горбаня (Micropogonias altipinnis) та різних видів луціанів (Lutjanus spp.) і робалів (Centropomus spp.). У 2002 році близько 1000 рибалок, що ловили рибу у лиманах та порослих манграми припливних каналах в затоці Сан-Мігель, виловили 185 тонн морепродуктів.
У 1994 році в Панамі були прийняті нові правила ведення сільського господарства, які забороняли вирубку дерев, діаметр стовбура яких був менше мінімально визначеної норми, вимагали проведення оцінки впливу на навколишнє середовище для проектів, які могли б вплинути на мангрові зарості, та забороняли розширення аквакультури за рахунок мангрів, одночасно заохочуючи її розвиток у сусідніх соляних ставках. У 2003 році ділянки мангрових заростів та прибережних мулистих мілин, що простягаються від міста Панама-Сіті до річки Маестра, були визнані важливою орнітологічною територією (IBA), як мангрові зарості в гирлі річки Баяно. У цьому ж році ці території, разом з водно-болотними угіддями Енсенада-де-Коррал, були оголошені Рамсарськими водно-болотними угіддями міжнародного значення.
Всесвітній фонд дикої природи класифікує стан збереження екорегіону як критичний. Розливи нафти в районі Панамського каналу у 1968 та 1986 роках спричинили значні втрати мангрових заростей. Значна частина екорегіону була перетворена на креветкові ставки, поля, пасовища та інші сільськогосподарські угіддя. Загрозами для збереження природи екорегіону також є меліорація, розширення міст, розвиток туризму та забруднення води внаслідок промислової і сільськогосподарської діяльності.